# Franz Völker
Franz Völker (* 31. März 1899 in Neu-Isenburg; † 5. Dezember 1965 in Darmstadt) war ein deutscher Opernsänger (Tenor).

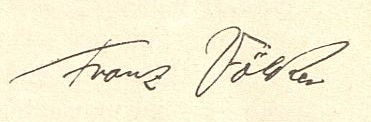
Signatur (1938)

## Leben
Die Eltern von Franz Friedrich Völker (so sein voller Name) waren der Bleicher Christian Wilhelm Völker und dessen Ehefrau Katharina Louise geb. Schickedanz. Bereits als Kind und Jugendlicher trat Völker solistisch in Konzerten hervor. Nach dem Abitur entschied sich Völker zunächst für eine Banklehre, die er ab 1917 bei der Disconto-Gesellschaft in Frankfurt am Main absolvierte. Im Anschluss arbeitete er dort als Bankbeamter. Nebenbei betätigte er sich als Chorsänger. Am 23. Mai 1922 ehelichte er Luise Wilhelmine Schrod (* 1897). 
1925 nahm Völker an einem Amateurwettbewerb des noch jungen Frankfurter Rundfunks teil und belegte den ersten Platz. Mit der Tenor-Arie „Freundlich blick ich auf diese und jene“ aus Verdis Oper Rigoletto hatte er sich in die Gunst der Hörer gesungen. Nun wurden verschiedene Opernbühnen auf Franz Völker aufmerksam. Völkers weitere stimmliche Ausbildung übernahm der Gesangspädagoge Alexander Wellig, der auch schon den Bariton Heinrich Schlusnus ausgebildet hatte. 1926 gab Völker seine Stellung als Bankbeamter auf und schloss einen Fünfjahresvertrag mit den Frankfurter Städtischen Bühnen ab. Schon im November des gleichen Jahres hatte er in der Rolle des Florestan in Beethovens „Fidelio“ sein vielbeachtetes Bühnendebüt. Von da an stieg der Stern Franz Völkers rasch auf.
1931 folgte Völker seinem Förderer Clemens Krauss an die Wiener Staatsoper, 1935 reihte er sich in das Ensemble der Berliner Staatsoper Unter den Linden ein. Den Gipfel seiner Sängerlaufbahn kennzeichnet der Auftritt bei den Bayreuther Festspielen in den Jahren 1933 bis 1942. Vor allem in den Rollen des Lohengrin und Siegmund in der Walküre setzte der Wagnertenor Völker sängerische Maßstäbe.
Weitere wichtige Rollen: Erik (Der fliegende Holländer), Max (Der Freischütz), Kaiser (Die Frau ohne Schatten), Pedro (Tiefland), Radames (Aida), Othello, Canio (Bajazzo), Ferrando (Così fan tutte). In der Zeit von 1931 bis 1934 war Völker auch Mitwirkender bei den Salzburger Festspielen. Als Liedinterpret trat Völker gemeinsam mit dem Pianisten Sebastian Peschko hervor. Völker sang 1942 beim Geburtstagskonzert der Berliner Philharmoniker für den Reichskanzler. Er stand 1944 in der Gottbegnadeten-Liste des Reichsministeriums für Volksaufklärung und Propaganda.
Nach dem Zweiten Weltkrieg war Franz Völker an der Münchner Staatsoper engagiert. 1952 beendete er seine Bühnenlaufbahn und wirkte in den Jahren bis zu seinem Tod vornehmlich als Gesangspädagoge.
Der 1987 in seiner Heimatstadt Neu-Isenburg gegründete Franz-Völker-Kreis e. V. verleiht in mehrjährigem Abstand den Franz-Völker-Preis für Nachwuchs-Tenöre. 2005 hat sich der Franz Völker Kreis in die Franz Völker – Anny Schlemm Gesellschaft e. V. umgegründet.

## Stimme
Franz Völkers Tenorstimme, die lyrische und heldische Elemente miteinander verband, fand in den Wagnerpartien des Siegmund und Lohengrin (1936 sang er bei den Bayreuther Festspielen die äußerst selten zu hörende verlängerte Gralserzählung) beste Einsatzmöglichkeiten. Die Stimme war vor allem in der Mittellage sehr ausgeglichen. In der Höhe endete der Umfang beim hohen B, was allerdings im Hinblick auf Völkers Repertoire kaum zu Einschränkungen führte, gleichwohl klingen, vor allem in den späteren Aufnahmen, höhere Töne mitunter gepresst. Vielfach gerühmt wurde Völkers Legato-Kultur, die gerade auch in seinen Liedaufnahmen bestens zur Geltung kommt.
Vor allem im ersten Jahrzehnt seiner durch Tonaufnahmen belegten sängerischen Laufbahn (1927–1937) verfügte Völkers Stimme über einen überaus runden, kernigen Klang, die zwischen lyrischen Passagen und heldischen Attacken meisterhaft zu changieren verstand. (Referenzaufnahmen bilden hier etwa die Interpretation von „Gern hab’ ich die Frau’n geküßt“ aus Franz Lehárs „Paganini“ von 1928 mit einem unvergleichlichen Mezzavoce, sowie Szenenausschnitte aus Richard Wagners „Die Walküre“ von 1936 und 1937).
Franz Völker hat ausschließlich in deutscher Sprache gesungen.
Dank der regen Veröffentlichungstätigkeit der Franz-Völker–Anny-Schlemm-Gesellschaft liegen inzwischen auch die meisten Einspielungen Völkers aus dem Unterhaltungsbereich vor, die vor allem bei den seinerzeit populären Rheinliedern Völkers Stimme in Höchstform präsentieren. Sie zeigen ihn als adäquaten Interpreten einer heute kaum noch bekannten Gattung.
Sucht man eine Tenorstimme mit vergleichbaren Eigenschaften, ist wohl am ehesten Völkers Zeitgenosse Marcel Wittrisch (1901–1955) zu nennen.

## Schallplattenaufnahmen
Das künstlerische Wirken Franz Völkers ist fast über seine gesamte sängerische Laufbahn hinweg gut dokumentiert, wobei der Schwerpunkt der Tonaufnahmen in den Jahren 1927 bis 1945 liegt. Neben einigen Gesamteinspielungen wie Lohengrin liegt sein Opern- und Operettenrepertoire auf mehreren CD-Recitals vor.
Die von der Franz Völker – Anny Schlemm-Gesellschaft herausgegebenen CDs haben ihren Schwerpunkt im Bereich Kunstlied und Unterhaltung (späte 1920er/frühe 1930er Jahre) sowie bei bislang auf CD unveröffentlichten Opern- und Operettenaufnahmen:
- Franz Völker – Vom Rhein zur Donau
- Franz Völker – Es war einmal ein Frühlingstraum
- Franz Völker – O Heimat mein
- Franz Völker – Vergangene Zeit
- Franz Völker – Lieder gibt es viele
- Franz Völker – Der Troubadour als Kurzoper
- Franz Völker – Die Fledermaus als Kurzoperette
- Franz Völker – Habe Dank
- Franz Völker – O Schöne Zeit